# Heshimu Evans
Heshimu Evans, né le 5 août 1975 dans le Bronx à New York, est un joueur de basket-ball professionnel américain, naturalisé portugais depuis 2005.
Après un parcours universitaire notable, il s'inscrit à la Draft 1999 de la NBA, mais il n'est pas sélectionné.
Il annonce sa retraite en 2013 après une saison passée au S.L Benfica.

## Biographie
Il fait ses études dans les Universités de Manhattan et de Kentucky. Après son échec lors de la Draft 1999 de la NBA, il rejoint le championnat français à Strasbourg, sans s'affirmer. Il rejoint ensuite le club de Chalon-sur-Saône pour remplacer le blessé Andre Owens. Il termine la saison 1999-2000 en Pro B, dans le club d'Angers BC 49, où il termine avec des statistiques remarquables avec 22,7 points et 6,4 rebonds.
Il effectue un bref passage dans le club japonais du Mitsubishi Electric Dolphins puis émigre au Portugal, où il connait ses meilleures années de basket. Ses débuts au Portugal se font dans le club d'Illiabum pendant la saison de 2001-2002, saison où il tourne à 26 points par match. Le Portugal Telekom, une des meilleures équipes portugaises de l'époque, voyant un joueur en devenir, recrute Evans qui termine la saison dans son nouveau club.
Il évolue l'année suivante avec le club de l'Aveiro Esgueira, équipe où il dispute les seize premiers matchs et termine les huit restants avec Ovarense. En 2003-04 il change d'air et part à Porto pour rejoindre le Porto Ferpinta où il réalise une sensationnelle saison individuelle avec 21,6 points 6,7 rebonds et 4,6 passes décisives par match. Sur le plan collectif, la saison est riche de succès avec le titre de Championnat, la Coupe de la Ligue et la Supercoupe.
Après cette énorme année, il reste une année de plus au FC Porto, saison au cours de laquelle il acquiert la nationalité portugaise en 2005. Il termine son périple portugais durant la saison 2005-2006 avec  Ovarense obtenant sa cinquième participation à l'All-Star Game. L'année suivante il part en Espagne, au Basket Zaragoza 2002 de la ligue LEB oro. Durant cette saison, il marque 12 points, capte 5 rebonds et délivre 2,1 passes par rencontre. En 2007-2008, il commence la saison en Liga ACB avec le CB León. Il effectue son meilleur match fut contre le Real Madrid avec 14 points, 9 rebonds, 6 passes et 3 interceptions  mais il ne peut éviter la descente de son club en LEB oro.
Comme curiosité, Heshimu signifie « grand guerrier » en Swahili (langue africaine parlé en Tanzanie, Kenya, Ouganda, Mozambique, République démocratique du Congo, Ruanda, Burundi et Somalie).

## Caractéristiques
- Ailier très fort physiquement, aussi capable de jouer en tant que ailier/pivot même en étant petit (1,98 m).
- Aide beaucoup au rebond et joue très bien au poste bas.
- Son défaut : son shoot. Il a du mal à shooter en sortant des "blocs", mais avec les pieds au sol il peut rentrer régulièrement des shoots mi-distance.
- Très bon en contre attaque, très fort et difficile d'arrêter spécialement quand il attaque côté gauche.

## Palmarès

### Clubs
- Champion NCAA avec les Kentucky Wildcats  en 1997-1998
- Champion du Portugal avec Porto Ferpinta en 2003-2004
- Champion du Portugal avec Ovarense en 2005-2006
- Vainqueur de la Coupe du Portugal avec Porto Ferpinta en 2003-2004
- Vainqueur de la Super Coupe du Portugal  en 2005-2006
- Champion du Portugal avec Benfica en 2009-2010, 2011-2012, 2012-2013

### Distinctions personnelles
- Meilleur marqueur du Championnat du Portugal avec Illiabum Ilhavo en 2001-2002
- Participation à l'All-Star Game en 2001, 2002, 2003, 2004, 2005
- Meilleur marqueur du Championnat du Portugal avec Porto Ferpinta en 2004-2005
- Élu meilleur joueur du Championnat du Portugal  en 2004-2005
- MVP du All-Star Game portugais 2005-2006